# Literaturjahr 1776
Liste der Literaturjahre

◄◄ | ◄ | 1772 | 1773 | 1774 | Literaturjahr 1776 | 1780

Weitere Ereignisse
Dieser Artikel behandelt das Literaturjahr 1776.

## Ereignisse
Johann Wolfgang Goethe erhält am 11. Juni als Geheimer Legationsrat Sitz und Stimme in Carl Augusts „Geheimem Consilium“. Von 1776 bis 1832 ist er Beamter am Weimarer Hof und in der Staatsverwaltung von Sachsen-Weimar-Eisenach.
Johann Gottfried Herder kommt mit seiner Familie nach Weimar und wird dort Generalsuperintendent.
Nach dem Hamburger Vorbild nennt sich das Burgtheater in Wien mit Erlass von Kaiser Joseph II. „Teutsches Nationaltheater“.

### Prosa
- Johann Martin Miller:  Siegwart. Eine Klostergeschichte  erscheint bei Weygand in Leipzig.
- Christoph Martin Wieland veröffentlicht seine Verserzählung Das Wintermärchen in der von ihm herausgegebenen Zeitschrift Der Teutsche Merkur.
- Von Johann Karl Wezel erscheint der satirische Roman Belphegor.

### Lyrik
- Goethe schreibt die erste Fassung von Wandrers Nachtlied (Der du von dem Himmel bist) und fügt sie einem Brief an Charlotte von Stein bei.
- Von Christoph Martin Wieland erscheint das Gedicht An Psyche.

### Drama
- 8. Februar: Die Erstfassung von Goethes Trauerspiel Stella wird bei August Mylius in Berlin gedruckt und am 8. Februar am Hamburger Nationaltheater uraufgeführt. Die Schlussszene mit der Aussicht auf eine menage à quatre der Protagonisten löst moralische Entrüstungsstürme aus und führt zu einem teilweisen Verbot des Stücks. Die Neufassung mit einem anderen Schluss bringt Goethe 1816 in Weimar auf die Bühne.
- 23. Februar: Friedrich Maximilian Klingers Drama  Die Zwillinge  wird in Hamburg uraufgeführt und ein Jahr später in Wien nach nur einer Aufführung von Josef II. verboten.
- Herbst 1776, Erscheinen von Friedrich Maximilian Klingers Schauspiel Sturm und Drang (Uraufführung in Leipzig am 1. April 1777).

- Heinrich Leopold Wagner: Die Kindermörderin, Trauerspiel in sechs Akten, wird anonym veröffentlicht und ein Jahr später in Berlin aufgeführt.

### Periodika
- Die Gazette de Léopol in Lwiw, der Hauptstadt Rutheniens, erscheint. Sie ist die erste Zeitschrift der Ukraine in französischer Sprache.

### Wissenschaftliche Werke, Essays
- 17. Februar: In London erscheint Band 1 von The History of the Decline and Fall of the Roman Empire des Historikers Edward Gibbon. Sein auf sechs Bände konzipiertes Werk über Verfall und Untergang des Römischen Reiches prägt lange Jahre Vorstellungen über das Leben in römischer Zeit.

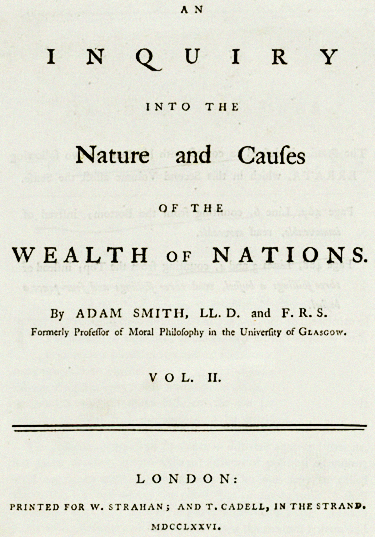
Titelseite von Adam Smiths Hauptwerk (1776)

- 9. März: Das Hauptwerk von Adam Smith An Inquiry into the Nature and Causes of the Wealth of Nations erscheint in London.

- Paul Henri Thiry d’Holbach: Le Gouvernement fondé sur la morale.

### Übersetzungen
Heinrich Leopold Wagner übersetzt unter Mitwirkung von Goethe Louis-Sébastien Merciers Du théatre ou nouvel essai sur l’art dramatique (Neuer Versuch über die Schauspielkunst). Das Buch löst in weiten literarischen Kreisen eine Diskussion über ästhetische Fragen aus.

### Bibliotheken
Der Neubau der Bibliothek des Stift Admont unter der Leitung des Architekten Josef Hueber ist vollendet.
Die königliche Akademie der Wissenschaften (Regia Scientiarum Academia) in Zagreb übernimmt die 1607 von den Jesuiten eingerichtete Bibliothek der Klosterhochschule Neoacademia Zagrabiensis, die dann 1874 in die Universitätsbibliothek Zagreb eingeht.
Die „Physikalische Gesellschaft“ in Bremen wird gegründet und legt außer einer Sammlung von Naturalien und Geräten eine Fachbibliothek an, die später in die Bibliothek des Bremer Überseemuseums eingeht.

## Geboren

### Geburtsdatum gesichert

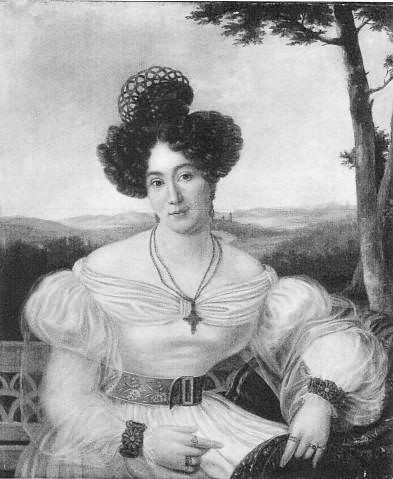
Wilhelmine Halberstadt

- 24. Januar: Wilhelmine Halberstadt, deutsche Pädagogin und Schriftstellerin († 1841)
- 24. Januar: E. T. A. Hoffmann, deutscher Schriftsteller, Jurist, Komponist, Kapellmeister, Musikkritiker, Zeichner und Karikaturist († 1822)

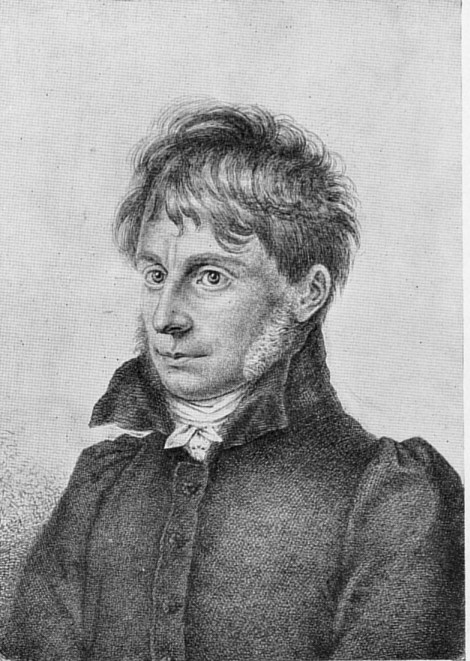
Joseph Görres

- 25. Januar: Joseph Görres, deutscher Gymnasial- und Hochschullehrer und Publizist († 1848)

- 23. Februar: John Walter, britischer Verleger, Inhaber und Herausgeber der „The Times“ († 1847)
- 23. März: Vicente Salias, venezolanischer Revolutionär, Journalist und Schriftsteller († 1814)
- 13. April: Wilhelm von Schütz, deutscher Dichter († 1847)

- 4. Mai: Johann Friedrich Herbart, deutscher Philosoph, Psychologe und Pädagoge († 1841)
- 7. Mai: Dániel Berzsenyi, ungarischer Dichter († 1836)

- 1. Juli: Sophie Gay, französische Schriftstellerin († 1852)
- 27. August: Georg Andreas Reimer, deutscher Verleger († 1842)

- 13. Oktober: Peter Barlow, britischer Schriftsteller und Physiker († 1862)
- 15. November: Pehr Henrik Ling, schwedischer Autor und Dichter († 1839)

### Genaues Geburtsdatum unbekannt
- Mirza Abolhasan Khan Ilchi, persischer Schriftsteller, Botschafter und Außenminister († 1846)
- Shikitei Samba, japanischer Schriftsteller († 1822)

## Gestorben
- 2. August: Matthew Maty, niederländischer Mediziner, Biograf und Bibliothekar (* 1718)

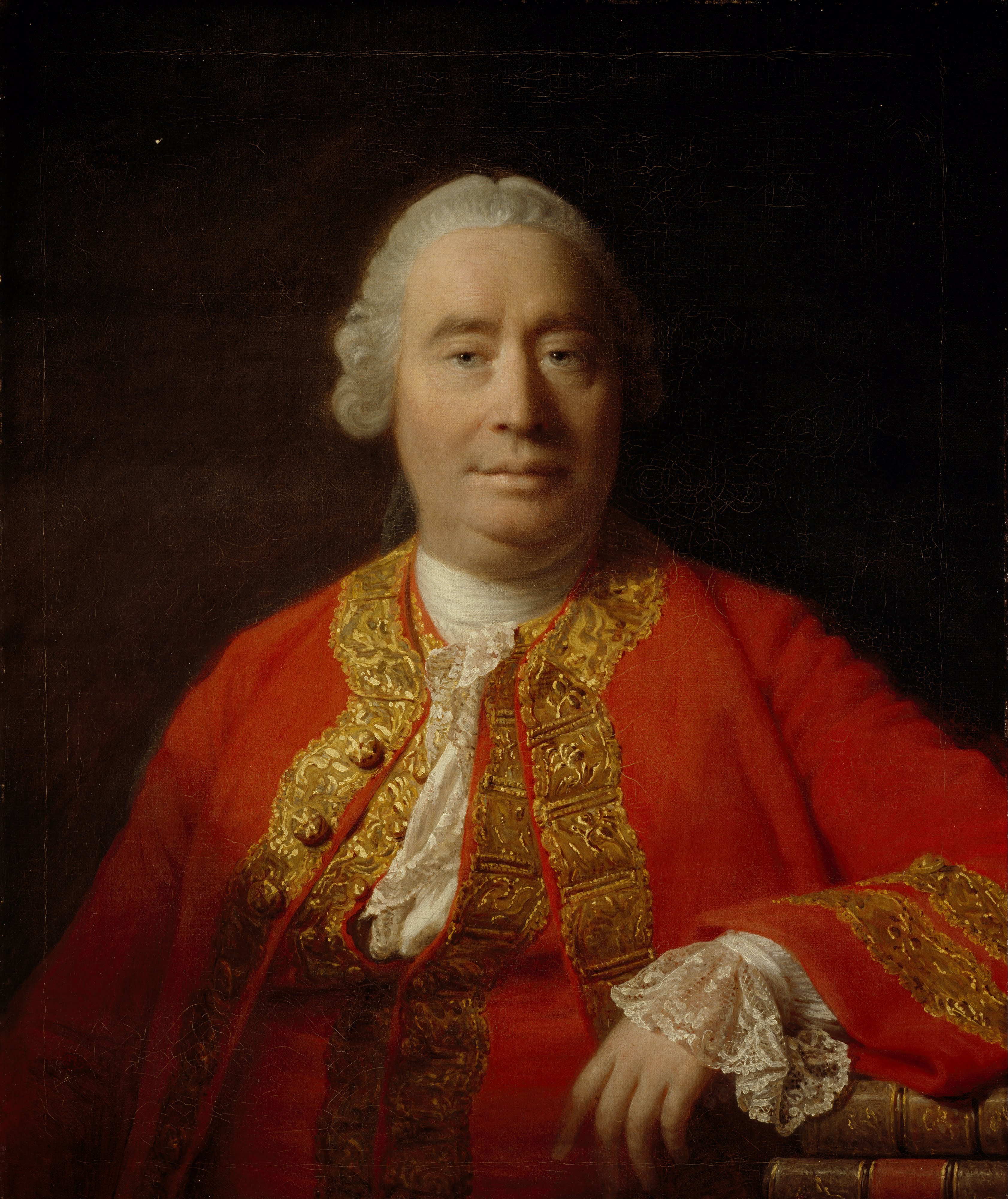
David Hume

- 25. August: David Hume, schottischer Philosoph und Historiker (* 1711)
- 1. September: Ludwig Christoph Heinrich Hölty, deutscher Dichter (* 1748)

- 13. Dezember: Karl Franz Henisch, deutscher Schauspieler und Librettist (* 1745)
- 14. Dezember: Johann Jakob Breitinger, Schweizer Philologe und Autor (* 1701)

- Lemuel Abbott, englischer Kleriker und Dichter (* um 1730)